# 西村石爺廟
24°36′08″N 120°59′42″E / 24.602215°N 120.995065°E
西村石爺廟，是位於臺灣苗栗縣南鄉西村、中港溪畔的石頭公廟，其石爺視為楊載雲。

## 歷史

### 大屋坑石爺

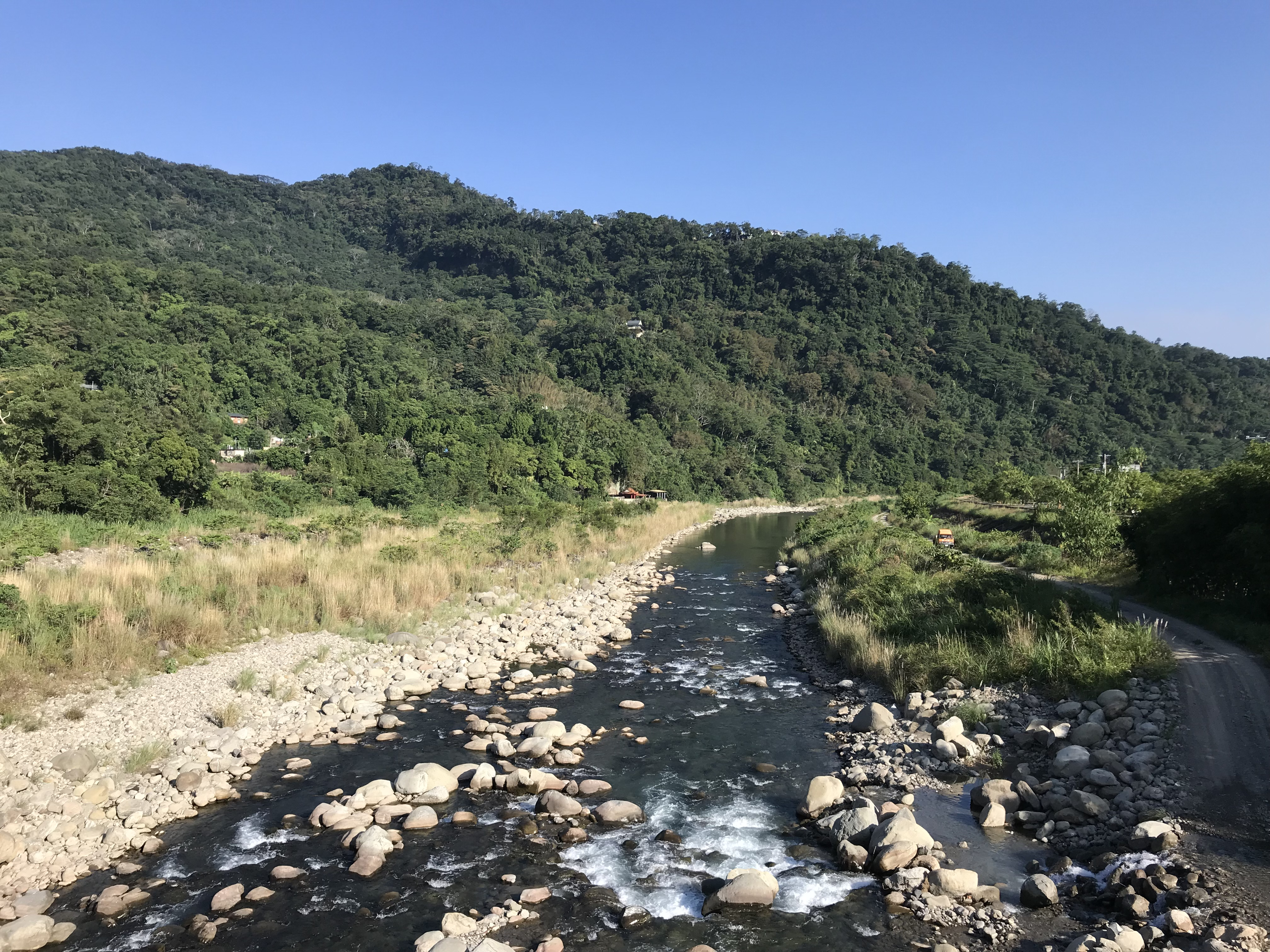
從南庄西溪大橋望西村石爺廟

南庄客家人的傳統習俗有孩子生下來要去排八字，若與父母相剋、或命中帶弓帶箭，就必須認乾爹乾娘，以去不祥之運，因人選必須福星高照之人，而且一般人也不願擔任這角色，可找西村大屋坑的石爺代替，有的父子都以祂為義父，甚至代代如此。這塊被稱為「石爺」的巨石高約廿餘公尺、寬約十公尺，有人認為石塊近三分之二埋在山壁，才因此牢固，不會掉落在中港溪裡。孩子認了以後，每年再去會面一次，叫「換絭」（換護身符），直到滿十六歲，就要準備三牲、紅龜粿和紅蛋致謝，順便終止認養關係，叫「脫絭」，拜完後分送紅蛋給左鄰右舍享用。
葛樂禮颱風時，南庄吊橋遭暴漲溪水沖毀，沖走兩學生，其中一人於橋邊受救拉上岸，另一人在此巨石前被沖上岸順利救起，地方就盛傳大屋坑石爺顯靈神蹟，共同出資整修。由蕭運興、蕭木鄰等三人獻地三百餘坪，廟稱為「西村石爺廟」。在南庄南江村，也有石爺廟。

### 楊大人碑

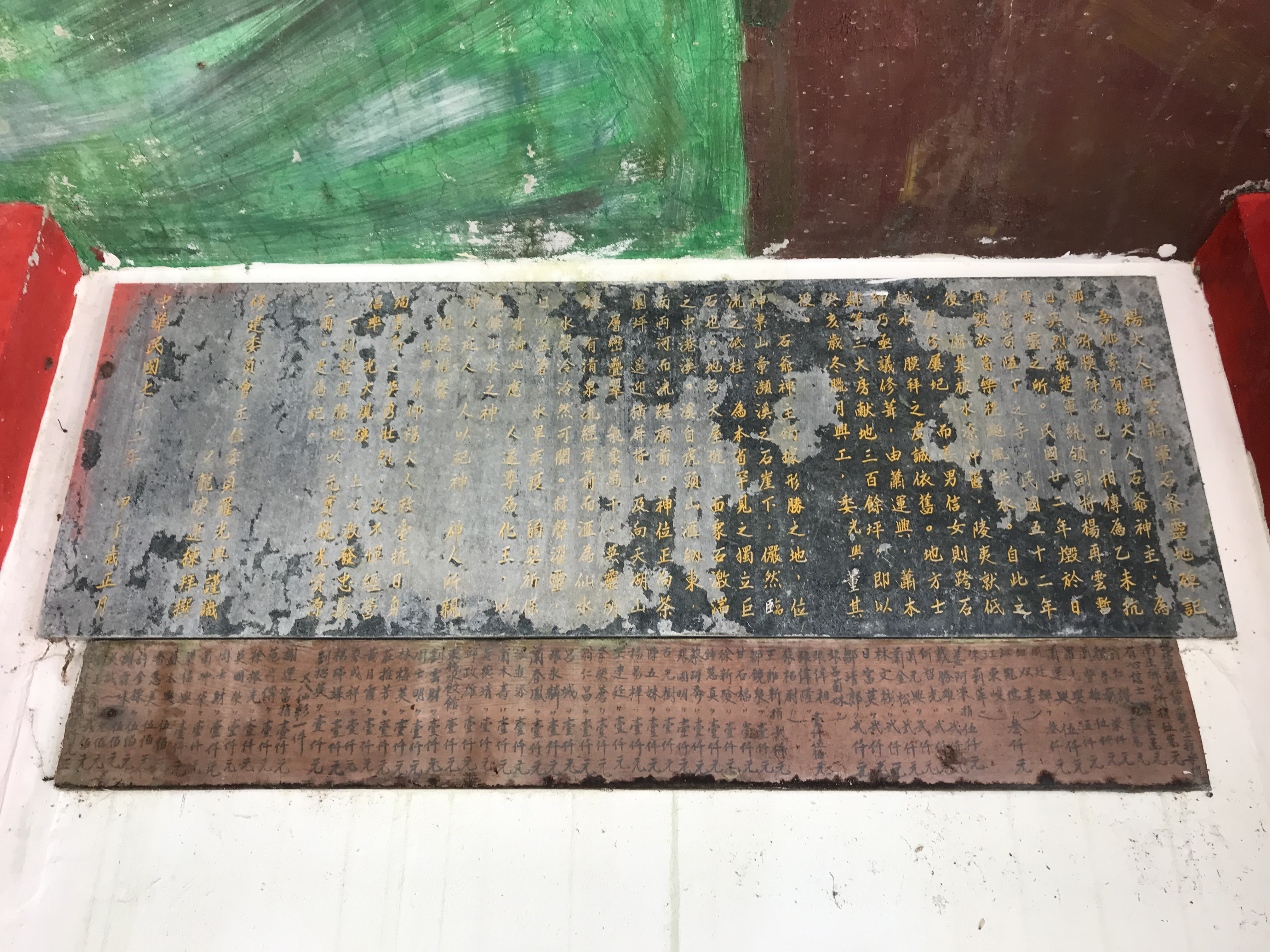
沿革

楊載雲在乙未戰爭陣亡後，南庄鄉民在今南庄中正路山林管理所工作站宿舍設立石碑紀念。楊載雲另名「楊再雲」，據說是後人為其埋銜改名之故。多年後南庄的碑被人毀去，由庄長張春華設神位至大屋坑下。1963年，因葛樂禮颱風被毀，鄉民集資重新覓地。
這場颱風也讓楊載雲在頭份的遺骸改至頭份鎮公所車棚內暫厝，稍後並移往附近大眾廟合祀，為今日的楊統領廟。

### 牌位移入

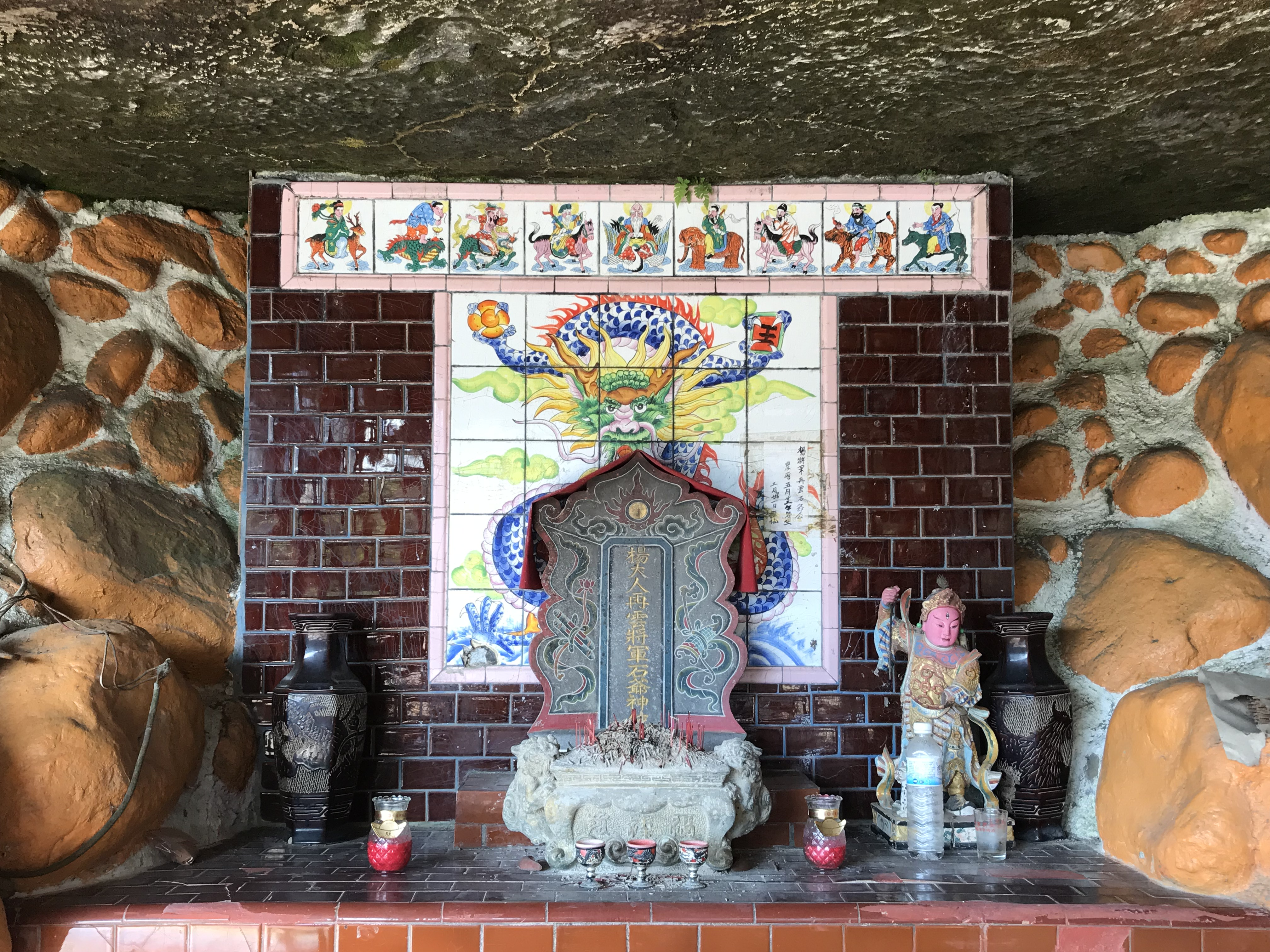
廟楊載雲牌位

經地理師勘察後決定將楊載雲神位移到大屋坑巨石下安奉。人們自縣道124號右轉過西村大橋，再右轉進入小路，再往溪畔走就可見到神桌山山腳下的此廟身。
西村村長葉明貴回憶，早年六合彩、大家樂風靡時，有人在此求得明牌，簽中大筆彩金後酬神謝戲多日，引起許多人爭相前往求明牌。還有人說半夜求明牌聽到馬鳴，因此認為是石爺騎馬經過。
1984年由蕭運興整修石爺廟時，據他所說親眼見到一名工人爬上供桌戲稱是楊大人，結果兩晚惡夢連連，直到主事者乃慎重擺案請示，終才免除懲戒。該年重建時，廟方在地底下興建儲水設施，並在廟旁興建仙水亭，方便民眾取水。據說用此廟泉水泡茶甚是好喝，普通茶用泉水泡煮後，都可變成上等的茶味。

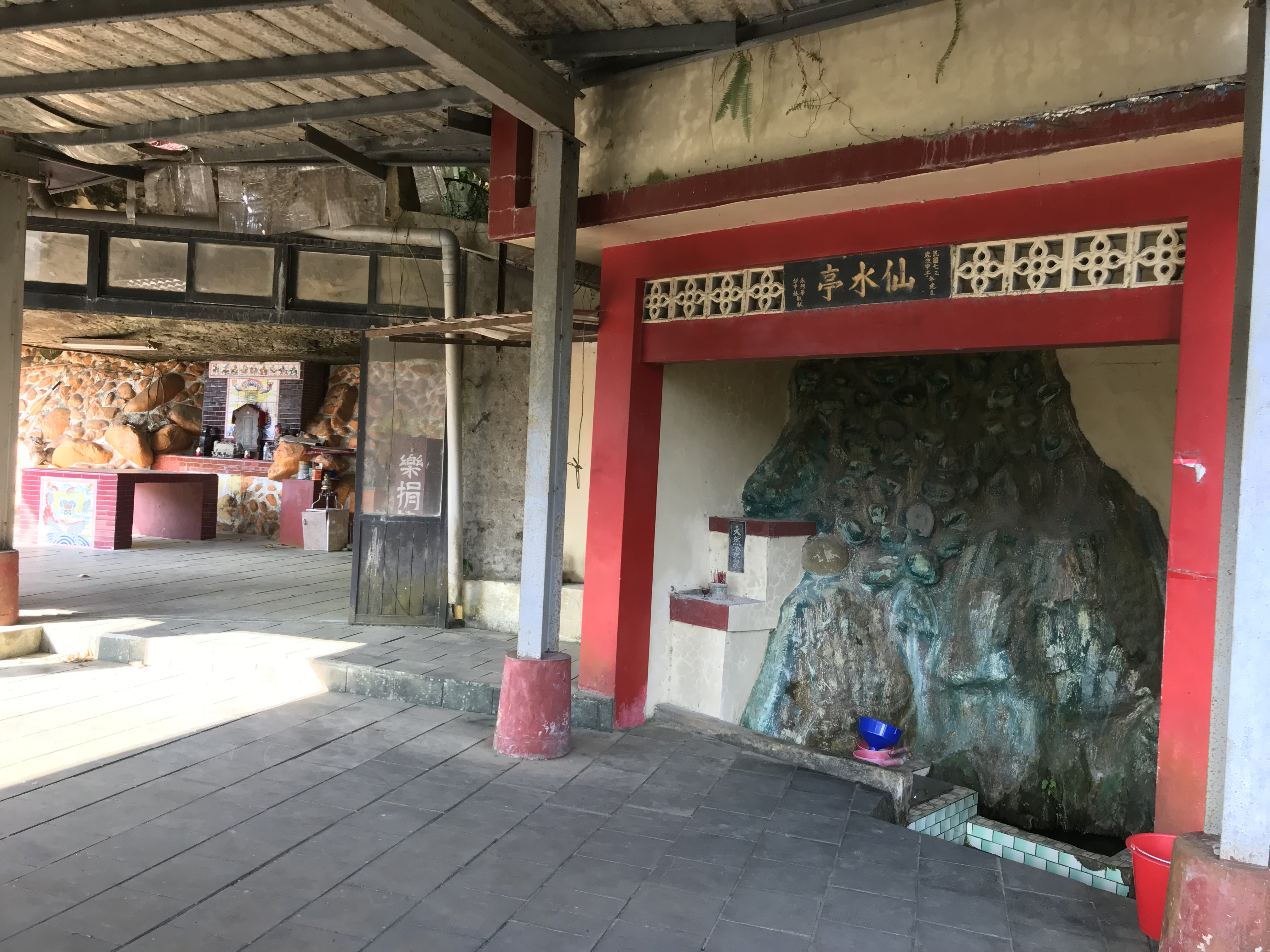
仙水亭

1994年報導，巨石岩頂開始長出一叢叢的腎蕨，且倒掛生長，吸引民眾前往欣賞。